# Empeaux
Empeaux település Franciaországban, Haute-Garonne megyében. Lakosainak száma 305 fő (2022. január 1.). Empeaux Auradé, Saint-Thomas és Seysses-Savès községekkel határos.

## Népesség
A település népességének változása:
| Lakosok száma | 118  | 124  | 142  | 195  | 249  | 248  | 256  | 279  | 291  | 305  |
|               | 1968 | 1982 | 1990 | 2006 | 2013 | 2015 | 2017 | 2019 | 2020 | 2022 |